# وزارة الشؤون الخارجية والهجرة والتونسيين بالخارج
وزارة الشؤون الخارجية و الهجرة و التونسيين بالخارج هي إحدى وزارات السيادة للجمهورية التونسية، وقد بعثت رسميا بعد الاستقلال عام 1956. وقد ضبط مشمولاتها الأمر عدد 1242 لسنة 1984 المؤرخ في 20 أكتوبر 1984.

## التاريخ
كان لتونس قبل أنتصاب الحماية الفرنسية وزارة للخارجية، ومن أبرز من عين على رأسها جوزيف راف. وقد فقدت البلاد مع انتصاب الحماية لسيادتها الخارجية، حيث أصبح المقيم العام الفرنسي هو الذي يتولى كل شؤونها بنفسه وكانت سلطة الإشراف بالنسبة له وزارة الخارجية الفرنسية. ولم تسترد تونس تحكمها في شؤونها الخارجية إلا بعد الاستقلال في 20 مارس 1956، حيث كان أول من تولى هذه الوزارة الحبيب بورقيبة إلى جانب توليه الوزارة الكبرى آنذاك. وقد تولت الوزارة الإشراف على افتتاح سفارات تونسية في البلدان الأجنبية شرقا وغربا، كما سعت إلى الاعتراف الدولي بالدولة التونسية وخاصة لدى المنظمات الدولية والإقليمية.

وإذ كان بورقيبة الوحيد الذي تولى وزارة الخارجية في عهد آخر البايات الحسينيين محمد الأمين باي، فقد تداول عليها منذ الاستقلال عدد كبير من الوزراء ذوي التأثير المختلف.

## المهام
تتمثل مهام وزارة الشؤون الخارجية فيما يلي:
- إعداد سياسة الحكومة الخارجية وتنفيذها طبقا للتوجيهات والاختيارات التي يحددها رئيس الدولة.
- ربط علاقات صداقة وتعاون في الميادين السياسية والاقتصادية والاجتماعية والثقافية وغيرها والسهر على المحافظة عليها وتطويرها بين البلاد التونسية والبلدان الأجنبية والمؤسسات والمنظمات الدولية.
- تمثيل الجمهورية التونسية لدى الدول الأجنبية والمؤسسات والمنظمات الدولية.
- الحماية والدفاع والمحافظة، بالخارج على الحقوق والمصالح المادية والأدبية للبلاد التونسية ولرعاياها، ذوات مادية أو معنوية.
- تمثيل الوسيط الرسمي بين البعثات الأجنبية والمؤسسات والمنظمات الدولية المرتكزة بتونس من جهة وبين المصالح الوزارية والمنظمات التونسية من جهة أخرى.
- إعداد المفاوضات وتسييرها، بالتعاون مع المصالح الوزارية المختصة، وإبرام الاتفاقيات والمعاهدات والاتفاقات الدولية، واقتراح المصادقة عليها ونشرها والحرص على تفسيرها عند الحاجة والسهر على حسن تطبيقها.

## قائمة الوزراء
| الوزير | الوزير | الوزير                     | الحزب | الحزب                                               | الحكومة                                              | تواريخ العهدة  | تواريخ العهدة  |
| ------ | ------ | -------------------------- | ----- | --------------------------------------------------- | ---------------------------------------------------- | -------------- | -------------- |
| 1      |        | الحبيب بورقيبة             |       | الحزب الحر الدستوري الجديد                          | حكومة الحبيب بورقيبة الأولى                          | 15 أبريل 1956  | 29 يوليو 1957  |
| 2      |        | الصادق المقدم              |       | الحزب الحر الدستوري الجديد                          | حكومة الحبيب بورقيبة الثانية                         | 29 يوليو 1957  | 29 أغسطس 1962  |
| 3      |        | المنجي سليم                |       | الحزب الحر الدستوري الجديد الحزب الاشتراكي الدستوري | حكومة الحبيب بورقيبة الثانية                         | 29 أغسطس 1962  | 12 نوفمبر 1964 |
| 4      |        | الحبيب بورقيبة الابن       |       | الحزب الاشتراكي الدستوري                            | حكومة الحبيب بورقيبة الثانية حكومة الباهي الأدغم     | 12 نوفمبر 1964 | 12 يونيو 1970  |
| 5      |        | محمد المصمودي              |       | الحزب الاشتراكي الدستوري                            | حكومة الباهي الأدغم حكومة الهادي نويرة               | 12 يونيو 1970  | 14 يناير 1974  |
| 6      |        | الحبيب الشطي               |       | الحزب الاشتراكي الدستوري                            | حكومة الهادي نويرة                                   | 14 يناير 1974  | 24 ديسمبر 1977 |
| 7      |        | محمد الفيتوري              |       | الحزب الاشتراكي الدستوري                            | حكومة الهادي نويرة                                   | 24 ديسمبر 1977 | 15 أبريل 1980  |
| 8      |        | حسان بلخوجة                |       | الحزب الاشتراكي الدستوري                            | حكومة الهادي نويرة حكومة محمد المزالي                | 15 أبريل 1980  | 15 أبريل 1981  |
| 9      |        | الباجي قائد السبسي         |       | الحزب الاشتراكي الدستوري                            | حكومة محمد المزالي حكومة رشيد صفر                    | 15 أبريل 1981  | 15 سبتمبر 1986 |
| 10     |        | الهادي المبروك             |       | الحزب الاشتراكي الدستوري                            | حكومة رشيد صفر حكومة زين العابدين بن علي             | 15 سبتمبر 1986 | 7 نوفمبر 1987  |
| 11     |        | محمود المستيري             |       | الحزب الاشتراكي الدستوري التجمع الدستوري الديمقراطي | حكومة الهادي البكوش                                  | 7 نوفمبر 1987  | 7 نوفمبر 1988  |
| 12     |        | عبد الحميد الشيخ           |       | التجمع الدستوري الديمقراطي                          | حكومة الهادي البكوش حكومة حامد القروي                | 7 نوفمبر 1988  | 3 مارس 1990    |
| 13     |        | إسماعيل خليل               |       | التجمع الدستوري الديمقراطي                          | حكومة حامد القروي                                    | 3 مارس 1990    | 28 أغسطس 1990  |
| 14     |        | الحبيب بولعراس             |       | التجمع الدستوري الديمقراطي                          | حكومة حامد القروي                                    | 28 أغسطس 1990  | 20 فبراير 1991 |
| 15     |        | الحبيب بن يحيى             |       | التجمع الدستوري الديمقراطي                          | حكومة حامد القروي                                    | 20 فبراير 1991 | 22 يناير 1997  |
| 16     |        | عبد الرحيم الزواري         |       | التجمع الدستوري الديمقراطي                          | حكومة حامد القروي                                    | 22 يناير 1997  | ديسمبر 1997    |
| 17     |        | سعيد بن مصطفى              |       | التجمع الدستوري الديمقراطي                          | حكومة حامد القروي                                    | ديسمبر 1997    | 17 نوفمبر 1999 |
| 18     |        | الحبيب بن يحيى             |       | التجمع الدستوري الديمقراطي                          | حكومة محمد الغنوشي الأولى                            | 17 نوفمبر 1999 | 10 نوفمبر 2004 |
| 19     |        | عبد الباقي الهرماسي        |       | التجمع الدستوري الديمقراطي                          | حكومة محمد الغنوشي الأولى                            | 10 نوفمبر 2004 | 17 أغسطس 2005  |
| 20     |        | عبد الوهاب عبد الله        |       | التجمع الدستوري الديمقراطي                          | حكومة محمد الغنوشي الأولى                            | 17 أغسطس 2005  | 14 يناير 2010  |
| 21     |        | كمال مرجان                 |       | التجمع الدستوري الديمقراطي                          | حكومة محمد الغنوشي الأولى حكومة محمد الغنوشي الثانية | 14 يناير 2010  | 27 يناير 2011  |
| 22     |        | أحمد ونيس                  |       | مستقل                                               | حكومة محمد الغنوشي الثانية                           | 27 يناير 2011  | 21 فبراير 2011 |
| 23     |        | المولدي الكافي             |       | مستقل                                               | حكومة محمد الغنوشي الثانية حكومة الباجي قايد السبسي  | 21 فبراير 2011 | 24 ديسمبر 2011 |
| 24     |        | رفيق عبد السلام            |       | حركة النهضة                                         | حكومة حمادي الجبالي                                  | 24 ديسمبر 2011 | 13 مارس 2013   |
| 25     |        | عثمان الجرندي              |       | مستقل                                               | حكومة علي العريض                                     | 13 مارس 2013   | 29 يناير 2014  |
| 26     |        | منجي حامدي                 |       | مستقل                                               | حكومة المهدي جمعة                                    | 29 يناير 2014  | 6 فبراير 2015  |
| 27     |        | الطيب البكوش               |       | نداء تونس                                           | حكومة الحبيب الصيد                                   | 6 فبراير 2015  | 6 يناير 2016   |
| 28     |        | خميس الجهيناوي             |       | مستقل                                               | حكومة الحبيب الصيد حكومة يوسف الشاهد                 | 12 يناير 2016  | 29 أكتوبر 2019 |
| 29     |        | صبري باش طبجي (بالنيابة)   |       | مستقل                                               | حكومة يوسف الشاهد                                    | 29 أكتوبر 2019 | 27 فبراير 2020 |
| 30     |        | نور الدين الري             |       | مستقل                                               | حكومة إلياس الفخفاخ                                  | 27 فبراير 2020 | 24 يوليو 2020  |
| 31     |        | سلمى النيفر(FR) (بالنيابة) |       | مستقلة                                              | حكومة إلياس الفخفاخ                                  | 24 يوليو 2020  | 24 أغسطس 2020  |
| 32     |        | عثمان الجرندي              |       | مستقل                                               | حكومة هشام المشيشي                                   | 24 أغسطس 2020  | 7 فبراير 2023  |
| 33     |        | نبيل عمار                  |       | مستقل                                               | حكومة نجلاء بودن حكومة كمال المدوري                  | 7 فبراير 2023  | 25 أغسطس 2024  |
| 34     |        | محمد علي النفطي            |       | مستقل                                               | حكومة كمال المدوري حكومة سارة الزعفراني              | 25 أغسطس 2024  | (الآن)         |

## مواضيع ذات صلة
- ديوان التونسيين بالخارج
- قائمة سفراء تونس في الخارج

## وصلة خارجية
- الموقع الرسمي لوزارة الشؤون الخارجية التونسية.